# K12 (montagne)
Pour les articles homonymes, voir K12.
Le K12 est un sommet situé dans la chaîne du Karakoram, dans une région revendiquée par le Pakistan et l'Inde.

## Géographie
Le K12 se situe dans la chaîne du Karakoram, entre le Pakistan et l'Inde. Elle se situe à l'ouest du glacier de Siachen.

## Histoire
L'alpiniste Eric Shipton explore le massif en 1957. Les Japonais tentent l'ascension en 1971, mais ils la réussissent à la seconde tentative en 1974 grâce à deux alpinistes, Shinichi Takagi et Tsutomu Ito. Ils meurent durant la descente et leurs corps ne sont jamais été retrouvés. Une autre expédition japonaise effectue la deuxième ascension en 1975.
En 1984, l'Inde s'empare de ce sommet afin de bloquer une revendication du glacier de Siachen par le Pakistan sur la portion non délimitée de la ligne de contrôle. Plus aucune ascension n'a été effectuée à ce jour.